# Tunuyán (departement)
Tunuyán is een departement in de Argentijnse provincie Mendoza. Het departement (Spaans:  departamento) heeft een oppervlakte van 3.317 km² en telt 42.125 inwoners.

## Plaatsen in departement Tunuyán
- Campo de los Andes
- Colonia Las Rosas
- El Algarrobo
- El Totoral
- La Primavera
- Las Pintadas
- Los Árboles
- Los Chacayes
- Los Sauces
- Tunuyán
- Villa Seca
- Vista Flores